# Llevataques
Un  llevataques  és un producte de neteja que s'aplica directament sobre les taques per eliminar-les.
Hi ha llevataques industrials que es comercialitzen en diverses composicions i formats. En funció de la marca, es pot aconseguir en forma d'aplicador, a pistola, en aerosol o fins i tot en tovalloletes impregnades. A l'hora de tractar una taca és convenient llegir bé les instruccions per conèixer les aplicacions exactes i la dosi a utilitzar. No es recomana aplicar el producte directament sobre la peça sinó abocar prèviament sobre un drap. Després, s'ha de fregar la peça en cercles de fora a dins fins a treure del tot la brutícia. Per evitar errors, es recomana provar abans sobre una zona oculta de la peça per veure els efectes.
No obstant això, hi ha solucions casolanes que permeten eliminar les taques utilitzant productes naturals o altres productes econòmics. Els remeis casolans són diferents en funció de la naturalesa de la taca:
- Per a les taques de cafè, es pot utilitzar aigua juntament amb aigua oxigenada.
- Per a les taques de fruita és efectiu l'aigua barrejada amb alcohol o amb vinagre.
- Per a la xocolata, el vinagre blanc diluït és efectiu.
- Per al vi, s'ha d'utilitzar un drap mullat en alcohol.
- Per a la taca d'herba, es pot utilitzar un drap impregnat en llimona.
- Si la taca ha caigut en una catifa, es pot utilitzar una pasta formada per vinagre i bicarbonat. S'aplica sobre la zona afectada amb un raspall i una vegada que s'ha assecat, es retira amb l'aspirador.